# Anguloa
Genre
Classification phylogénétique
Anguloa est un genre de la famille des Orchidaceae. Ces orchidées sont originaires d'Amérique tropicale, produisant de grandes fleurs de formes globulaires, d'où leur nom courant d'« orchidées-tulipes ».

## Description
Les orchidées de ce genre sont de taille moyenne, produisant de gros pseudobulbes faiblement sillonnés. Les nouvelles pousses portent de grandes et larges feuilles, au nombre de 4-5, fortement nervurées dans la longueur. C'est à la base de ses nouvelles pousses que naissent les inflorescences. Les tiges, épaisses, possèdent des "manchons" feuillus assez marqués. Les fleurs possèdent plus ou moins la forme d'une coupe, toutefois certaines sont plus ouvertes et allongées. Les couleurs de base sont le blanc et le rose, agrémenté de rose, grenat, vert.

## Liste des espèces
- Anguloa ×acostae Oakeley
- Anguloa brevilabris Rolfe
- Anguloa cliftonii Rolfe
- Anguloa clowesii Lindl.
- Anguloa dubia Rchb.f.
- Anguloa eburnea B.S.Williams
- Anguloa hohenlohii C.Morren
- Anguloa ×rolfei Sander ex Rolfe
- Anguloa ×ruckeri Lindl.
- Anguloa ×speciosa Linden
- Anguloa tognettiae Oakeley
- Anguloa uniflora Ruiz & Pav.
- Anguloa virginalis Linden ex B.S.Williams

## Répartition
On trouve ces fleurs dans les jungles en haute altitude, au Venezuela, en Colombie, en Équateur et au Pérou.